# Тадмор
Тадмор (Тадмур) (араб. تدمر‎), також вживається як Пальміра — місто в центрі Сирії, в провінції Хомс. Місто розташоване в оазі в центрі Сирійської пустелі за 215 км на північний схід від Дамаска і в 180 км на південний захід від Євфрату. Стародавні руїни Пальміри розташовані приблизно за 500 метрів на північний захід від міста. Незважаючи на відносну ізольованість, до найближчих населених пунктів відносять Араку на сході, аль-Сукну далі на північний схід, Тіяс на заході і аль-Кар'ятайн на південному заході. Відповідно до даних Сирійського центрального бюро статистики, за переписом 2004 р., населення міста становило 51 323 осіб. Його жителі були записані як мусульмани-суніти в 1838 році.

## Економіка
Тадмор є сучасним поселенням стародавнього міста Пальміри, яка розвивалася на північ від стародавніх руїн. Сучасне місто побудоване у вигляді кварталів квадратної форми. Вулиця Куватлі є головною, і проходить зі сходу на захід, починаючи з площі Саахат аль-Раїс на західній околиці міста. В даний час місто є базою для туристів, які відвідують руїни Пальміри. В південно-західній частині міста є музей. Сирія проводить щорічний культурний фестиваль в Тадморі з приводу святкування стародавньої спадщини міста. В Тадморі розташований один з шістьох міжнародних аеропортів Сирії — аеропорт Пальміра.
Тадмор також є центром видобутку фосфатів і газової промисловості Сирії. Перша фосфатна шахта у віданні уряду була створена близько Тадмора і почала виробництво в 1971 році. Роботи з підключення тадморських фосфатних шахт з портом Тартус почалася в 1978 році. У 1986 році радянські геодезисти виявили великі родовища залізної руди в околицях Тадмора.

## Клімат
| Клімат                                     | Клімат | Клімат | Клімат | Клімат | Клімат | Клімат | Клімат | Клімат | Клімат | Клімат | Клімат | Клімат | Клімат |
| Показник                                   | Січ.   | Лют.   | Бер.   | Квіт.  | Трав.  | Черв.  | Лип.   | Серп.  | Вер.   | Жовт.  | Лист.  | Груд.  | Рік    |
| Середній максимум, °C                      | 12,1   | 14,7   | 19,4   | 25,2   | 30,7   | 35,4   | 38,1   | 37,9   | 34,4   | 28,3   | 19,9   | 13,5   | 25,8   |
| Середній мінімум, °C                       | 2,5    | 3,8    | 6,9    | 11,5   | 15,9   | 19,8   | 21,5   | 21,6   | 19,1   | 14,3   | 7,7    | 3,5    | 12,3   |
| Норма опадів, мм                           | 20.8   | 18.4   | 21.2   | 18.3   | 8.2    | 0.4    | 0      | 0      | 0.3    | 8.8    | 16.1   | 20.2   |        |
| Днів з опадами                             | 7      | 10     | 6      | 4      | 2      | 0      | 0      | 0      | 0      | 3      | 5      | 7      |        |
| ------------------------------------------ | ------ | ------ | ------ | ------ | ------ | ------ | ------ | ------ | ------ | ------ | ------ | ------ | ------ |
| Джерело: World Meteorological Organization |        |        |        |        |        |        |        |        |        |        |        |        |        |